# IC 441
IC 441 — галактика типу SBc () у сузір'ї Заєць.
Цей об'єкт міститься в оригінальній редакції індексного каталогу.